# ツバサクロニクル (ゲーム)
『ツバサクロニクル』はテレビアニメ、ツバサ・クロニクルを原作としたゲーム。
ストーリーは小狼を操作して主に原作に沿って進むが、オリジナルの展開になることもある。戦闘はじゃんけん形式のカードバトル。

## 評価
『Vol.2』はファミ通クロスレビューでは6、6、6、7の25点。レビュアーは「カードバトルのシステムはジャンケンをベースとしていて逆転要素もあってとっつきやすい」「バトル、ストーリーの繰り返しだがカードの成長要素のおかげで進めたくなる」「テンポがいい」「原作を知っているとニヤリとするシーンや本作オリジナルのエピソードもあるのはファンにもうれしい」とした一方「深みに欠ける物語」「カートバトルのAIバランスが悪い、演出が中途半端」「お菓子作りはもうひと工夫ほしい」「原作ファン向けであるため未見の人には物語を理解し辛い」「会話中の効果音はどうしても慣れなかった」とした。